# Station Zagórów
Station Zagórów was een spoorwegstation in de Poolse plaats Zagórów.